# 폰티우스 필라투스
폰티우스 필라투스(라틴어: Pontius Pilatus, 재임: 26년~36년) 또는 본티오 빌라도(본디오 빌라도)는 로마 제국 유다이아 속주의 다섯 번째 총독이다. 유대인에 의해 고소된 나자렛 예수에게 십자가형을 언도한 사람으로 알려져 있다. 

## 예수 처형
거의 모든 기독교인의 신앙고백서인 사도신경에 따르면 예수께서는 본티오 빌라도 치하에서 고난을 받으시고, 십자가에 못박히시고, 묻히셨는데(passus sub Pontio Pilato(폰티우스 필라투스(본티오 빌라도)치하에서 고난을 받으셨고,  crucifixus, mortuus, et sepultus,(십자가에 못박히시고, 죽으시고 그리고 묻히셨으며.),  예수 당시 사건을 기록한 사복음서에서는 본티오 빌라도가 예수에게서 "죄를 찾을 수 없다"고 말하면서, 예수를 놓아주려 한 흔적을 볼 수 있다. 하지만 사두가이파 제사장들이 "만일 예수를 처형하지 않는다면, 총독은 티베리우스 황제의 친구가 아니다."(후원자(파트론)-피후원자로 나뉜 사회구조인 고대 그레코-로만사회에서 이는 중대한 겁박이다.)라고 겁박을 하자, 손을 씻음으로써 무책임한 모습을 보인다.  
‘빌라도는 예수께 "진리가 무엇인가?" 하고 물었다. 빌라도는 이 말을 하고 다시 밖으로 나와 유다인들에게 "나는 이 사람에게서 아무런 죄목도 찾지 못하였다.(요한의 복음서 18:38)’
이외에도 요한복음서 18:31, 누가복음서 23:20~23, 마태복음서 27:24~25, 마 27:19에 나와 있다.

## 음역
공동번역성서에서는 '본티오 빌라도', 천주교에서는 '본시오 빌라도'라고 하며, 정교회의 신앙고백과 개신교에서는 '본디오 빌라도'로 옮기고 있다.

## 경력
본티오는 이탈리아 남부 중앙에 있던 고대 부족 집단 삼니움(Samnium) 주민이 사용한 가족 성(姓) 중 하나로서, 삼니움 주민은 나중에 로마인이 되었다. 
빌라도의 생애에 관해서는 기원후 26년에서 36년까지 로마 제국의 변경 행정구역의 하나인 유대 속주의 총독을 지낸 것과 기독교 신약성서의 짧은 기록 및 몇몇 역사가들이 언급한 그의 유다인 학대 정책 이외에는 거의 알려져 있지 않다. (타키투스, 실록 15,44; 요세푸스 플라비우스, 유다전쟁 2,9,4; 에우세비우스, 교회사 2,7)
그는 성격이 잔인하고 가혹해서 횡포를 휘둘렀고 반역자는 법적 판결 심사없이 처형했다. 갈릴리인의 학살은 그의 잔인성을 보여주는 하나의 예이다. (눅 13:1). 그래서 본티오 빌라도는 예수의 무죄를 확증하고 풀어주려고 애쓰기보다는, 하나님나라라는 대안공동체를 주장하는 예수를 로마제국의 통치를 위협하는 인물로 보아 처형하는 모습이 실제 역사에 가까울 것이다. 실제 예수가 처형될 때, 빌라도는 "유대인들의 왕(Rex Iudaeorum Iesus)"라고 팻말을 형틀에 걸었다.

## 성서에 묘사된 본티오 빌라도
- 마태오 복음서 27, 1-2.11-14.19.
- 마르코 복음서 15, 15-16.
- 루가 복음서 23, 1-5.
- 요한 복음서 18, 28-38.

## 문화 매체
- 1959년 미국 영화 벤허에서 주인공의 양아버지 아리우스의 친구로 등장하며, 전차 경주로 민족의 영웅이 된 벤허에게 처음에는 고대 그리스의 체육행사처럼 체육행사에서 승리한 자이므로 월계관을 선물하고, "멋진 경주였다."라고 칭찬하지만, 로마제국의 통치에 위협이 됨을 깨닫고는 "유대인들이 자네를 신처럼 숭배하더군"(유튜브 영화채널 무비콘의 자막)이라고 말하면서, 유대 땅을 떠나라고 경고한다. 유일신 신앙으로써 로마제국에 저항하는 유대인들이 부담스럽다고, 티베리우스 황제의 인사명령을 받고 길을 떠나기 전에 퀸투스 아리우스 해군제독에게 말한 터였다. 그러자 벤허는 아버지께 반지를 전해달라고 말하면서, 길을 떠난다.